# 后宰门街道
后宰门街道是中国江苏省南京市玄武区下辖的一个已撤销的街道办事处。位于玄武区的东南部，东、北两面以明城墙为界；西面以龙蟠中路为界毗邻梅园新村街道；南面以中山东路为界毗邻白下区瑞金路街道。面积5.5平方公里；人口6万。
1985年时，为玄武区下辖的9个街道办事处之一。曾下辖6个社区居委会，2012年并入梅园新村街道。
后宰门街道辖区内的道路包括中山东路、珠江路、后宰门街、太平门街、黄埔路、北安门街、龙蟠中路等。
南京军区、南京军区总医院、海军指挥学院等军事机关，以及南京博物院、中国第二历史档案馆、中共江苏省委招待所（钟山宾馆）均设在后宰门街道辖区内。